# Musikåret 1971

## Händelser

### Februari
- 6 – Gitarristen Richard Thompson slutar i Fairport Convention och startar en ny karriär tillsammans med sin hustru Linda.
- 20 – Monica Törnell vinner en vokalisttävling i Ljusne, Hälsingland.
- 27 – Family Fours låt Vita vidder vinner den svenska uttagningen till Eurovision Song Contest i TV-huset i Stockholm [1].

### Mars
- 8 – Radio Hanoi, som kunde höras av amerikanska trupper i Vietnam, startar sina sändningar. Jimi Hendrix version av The Star Spangled Banner var den första låt som spelades på kanalen.

### April
- 3 – Séverines låt Un banc, un arbre, une rue vinner Eurovision Song Contest i Dublin för Monaco [2].

### Maj
- 12 – Mick Jagger gifter sig med Bianca Perez Morena i Saint Tropez.
- 20 – Chicagos sångare och basist Peter Cetera misshandlas livshotande i samband med en baseballmatch.

### Juni
- 6 – Ed Sullivan Show sänds för allra sista gången i amerikansk TV.
- 27 – Konsertarenan Fillmore East i New York stänger. Bland andra The Allman Brothers Band, The Beach Boys och The J. Geils Band spelade sista kvällen.
- 30 – Fillmore West i San Francisco slår igen för gott.

### Juli
- 9 – Jim Morrison begravs i Paris.
- 10 – Bruce Springsteen Band gör sin allra första spelning på hemmaplan efter namnbytet från Dr. Zoom & The Sonic Boom.

### Augusti
- 1 – Välgörenhetskonsert för Bangladesh i Madison Square Garden, New York, arrangerat av George Harrison. Bland andra Bob Dylan, Eric Clapton, Leon Russell och Ravi Shankar deltog i konserterna som fortsatte dagen därpå.

### September
- 20 – Årets Grammisgala i Sverige äger rum [3].

### November
- 4 – Rockklubben Rainbow öppnar i norra London.

### December
- 3 – Montreux Casino i Schweiz brinner ner under en konsert med Frank Zappa. Deep Purple befann sig i staden för att spela in sitt fjärde album, och händelsen förekommer i texten till deras hit Smoke on the Water.

### Okänt datum
- Amerikanska countryrockbandet Eagles bildas i Los Angeles, Kalifornien.[4]

## Priser och utmärkelser
- Jan Johansson-stipendiet – Bengt Hallberg
- Jenny Lind-stipendiet – Anita Soldh
- Jussi Björlingstipendiet – Birgit Nordin och John-Eric Jacobsson
- Medaljen för tonkonstens främjande – Brita Hertzberg och Einar Beyron
- Spelmannen – Sten Broman

## Årets album
Vänligen sortera soloartister på efternamn, musikgrupper på förstabokstaven (utan engelskans "The" och "A")

### A – G
- The Band – Cahoots
- The Beach Boys – Surf's Up
- Black Sabbath – Master of Reality
- David Bowie – The Man Who Sold The World
- David Bowie – Hunky Dory
- Budgie – Budgie
- Gary Burton & Keith Jarrett – Gary Burton & Keith Jarrett
- Caravan – In the Land of Grey and Pink
- Leonard Cohen – Songs of Love and Hate
- Contact – Hon kom över mon
- Contact – Utmarker
- Alice Cooper – Killer
- Alice Cooper – Love It to Death
- Crazy Horse – Crazy Horse
- David Crosby – If I Could Only Remember My Name
- Deep Purple – Fireball
- The Doors – L.A. Woman
- Emerson, Lake & Palmer – Tarkus
- Emerson, Lake & Palmer – Pictures at an Exhibition
- The Faces – A Nod Is as Good as a Wink...To a Blind Horse
- The Faces – Long Player
- Marvin Gaye - What's going on
- Genesis – Nursery Cryme

### H – O
- Herbie Hancock – Mwandishi
- George Harrison – All Things Must Pass
- Isaac Hayes – Shaft
- Jimi Hendrix – Isle of Wight
- Jimi Hendrix – Rainbow Bridge
- Hoola Bandoola Band – Garanterat individuell
- Keith Jarrett – The Mourning of a Star
- Jefferson Airplane – Bark
- Jethro Tull – Aqualung
- Elton John – Madman Across the Water
- Janis Joplin – Pearl
- Björn J:son Lindh – Ramadan
- Björn J:son Lindh – Från storstad till grodspad
- Kebnekaise – Resa mot okänt mål
- King Crimson – Islands
- The Kinks – Muswell Hillbillies
- Carole King – Tapestry
- Kraftwerk – Kraftwerk (debut)
- Led Zeppelin – Led Zeppelin IV
- John Lennon – Imagine
- Lill Lindfors – Sång, Lill Lindfors.
- John Mayall – Back to the Roots
- Don McLean – American Pie
- Melanie – The Good Book
- The Moody Blues – Every Good Boy Deserves Favour
- Graham Nash – Songs for Beginners
- Gilbert O'Sullivan – Himself

### P – V
- Tom Paxton – How Come the Sun
- Tom Paxton – The Compleat Tom Paxton
- Pink Floyd – Meddle
- Pink Floyd – Relics
- Procol Harum – Broken Barricades
- The Rolling Stones – Sticky Fingers
- Santana – Santana III
- Nina Simone – Here Comes the Sun
- Sly and the Family Stone – There's a Riot Goin' On
- Joe South – So the Seeds Are Growing
- Status Quo – Dog of Two Head
- Bobo Stenson – Underwear
- Rod Stewart – Every Picture Tells a Story
- Sweet – Funny How Sweet Co-Co Can Be
- James Taylor – Mud Slide Slim and the Blue Horizon
- T. Rex – Electric Warrior
- Ten Years After – A Space in Time
- Uriah Heep – Look at Yourself
- Uriah Heep – Salisbury

### W – Ö
- The Who – Meaty Beaty Big & Bouncy
- The Who – Who's Next
- Yes – The Yes Album
- Yes – Fragile

## Årets singlar & hitlåtar
Vänligen sortera soloartister på efternamn, musikgrupper på förstabokstaven (utan engelskans "The" och "A")
- Lena Andersson – Är det konstigt att man längtar bort nån gång (I'm Gonna Be a Country Girl Again) [5]
- The Bee Gees – How Can You Mend a Broken Heart
- Bruwer & Shipley – One Toke Over the Line
- CCS – Tap Turns on the Water
- Chase – Get It On
- Creedence Clearwater Revival – Sweet Hitch Hiker
- John Denver – Take Me Home, Country Roads
- Neil Diamond – I Am I Said
- Dawn – Knock Three Times
- The Doors – Riders on the Storm
- Dave Edmunds – I Hear You Knocking
- Aretha Franklin – Rock Steady
- Marvin Gaye – What's Going On
- Marvin Gaye – Mercy Mercy Me (The Ecology)
- Marvin Gaye – Inner City Blues (Make Me Wanna Holler)
- Lalla Hansson – Anna och mej
- George Harrison – Bangla Desh
- Isaac Hayes – Theme from Shaft
- Janis Joplin- Me and Bobby McGee
- Carole King- It's Too Late
- Led Zeppelin – Black Dog
- Led Zeppelin – Stairway to Heaven
- John Lennon – Imagine
- John Lennon/Plastic Ono Band – Power to the People
- John Lennon & Yoko Ono – Happy Xmas (War Is Over).
- Lars Lönndahl – Jean
- Lars Lönndahl – Får jag lov fröken vår
- Lobo – Me and You and a Dog Named Boo
- Curtis Mayfield – Move On Up
- Paul McCartney – Another Day
- Paul McCartney – Uncle Albert/Admiral Halsey
- Melanie – Brand New Key
- Middle of the Road – Chirpy Chirpy Cheep Cheep
- Ricky Nelson – Garden Party
- Redbone – The Witch Queen of New Orleans
- The Rolling Stones – Brown Sugar
- Slade – Get Down and Get With It
- Sly & The Family Stone – Family Affair
- Ringo Starr – It Don't Come Easy
- Rod Stewart – Maggie May
- Sweet – Funny Funny
- T. Rex – Get It On
- T. Rex – Hot Love
- James Taylor – You've Got A Friend
- The Temptations – Just My Imagination
- Three Dog Night – Joy to the World
- Three Dog Night – Liar
- Ike and Tina Turner – Proud Mary
- Uriah Heep – Look at Yourself
- The Who – Won't Get Fooled Again
- Bill Withers – Ain't No Sunshine

## Barnvisor
- Astrid Lindgren (text) Georg Riedel (musik) – Du käre lille Snickerbo
- Astrid Lindgren (text) Georg Riedel (musik) – Idas sommarvisa
- Astrid Lindgren (text) Georg Riedel (musik) – Lille katt

## Födda
- 1 januari – Chris Potter, amerikansk jazzmusiker (saxofon) och kompositör.
- 7 januari – DJ Ötzi, eg. Gerry Friedle, österrikisk sångare.
- 11 januari – Mary J. Blige, amerikansk sångare.
- 18 januari – Jonathan Davis, amerikansk musiker, sångare i bandet Korn
- 5 februari – Fredrik Högberg, svensk tonsättare.
- 13 februari – Kristian Hermanson, svensk musiker.
- 14 februari – Palle Dahlstedt, svensk tonsättare.
- 22 februari – Lea Salonga, filippinsk musikalartist och skådespelare.
- 25 februari – Peter Jablonski, svensk pianist och dirigent.
- 26 februari
  - Erykah Badu, amerikansk sångare.
  - Max Martin, svensk musikproducent och kompositör.
- 1 mars – Michael Weinius, svensk operasångare (tenor).
- 8 mars – Ardis Fagerholm, svensk sångare, kompositör och sångtextförfattare.
- 22 mars – Steven Hewitt, amerikansk musiker, trummis i Placebo.
- 1 april – Clifford Smith, även känd som Method Man, amerikansk hiphopartist och skådespelare.
- 11 april – Oliver Riedel, tysk musiker, basist i Rammstein.
- 22 april – Adam Nordén, svensk filmmusikkompositör.
- 6 maj – Chris Shiflett, amerikansk musiker, gitarrist i Foo Fighters.
- 7 maj – Eagle-Eye Cherry, svensk-amerikansk sångare.
- 18 maj – Annikafiore, eg. Annika Kjærgaard, svensk sångare i Alcazar.
- 25 maj – Kristina Orbakaite, rysk sångare, dotter till Alla Pugatjova.
- 26 maj – Matt Stone, amerikansk regissör, manusförfattare, producent, musiker, skådespelare och röstskådespelare.
- 27 maj – Lisa Lopes, amerikansk sångare och skådespelare.
- 3 juni – Mattias Lysell, svensk tonsättare.
- 4 juni – Peter Jöback, svensk artist.
- 5 juni – Mark Wahlberg, även känd som Marky Mark, amerikansk skådespelare och musiker, medlem i New Kids on the Block.
- 6 juni – Magnus Dahlberg, svensk kompositör av bl.a. filmmusik.
- 16 juni – Tupac Shakur, amerikansk hiphopartist, skådespelare och poet.
- 20 juni – Jeordie White, även känd som Twiggy Ramirez, amerikansk musiker, basist/gitarrist i Marilyn Manson
- 3 juli – Peter Bjuhr, svensk tonsättare.
- 6 juli – Jesper Nordin, svensk tonsättare.
- 13 juli – Rickard Scheffer, svensk tonsättare.
- 23 juli – Alison Krauss, amerikansk sångare och musiker (violin).
- 28 juli – Andreas Lundhäll, svensk ljudtekniker och kompositör.
- 29 juli – Lisa Ekdahl, svensk sångare och låtskrivare.
- 31 juli – Leilei Tian, kinesisk tonsättare.
- 5 augusti – Christian Lundqvist, känd som "Kicken", svensk trumslagare i gruppen The Poodles.
- 20 augusti – Ida Lundén, svensk tonsättare.
- 27 augusti – Mattias Svensson Sandell, svensk tonsättare.
- 6 september
  - Leila K, svensk musiker.
  - Dolores O'Riordan, irländsk musiker, sångare i The Cranberries.
- 18 september – Anna Netrebko, rysk-österrikisk sopran.
- 2 oktober
  - James Root, amerikansk musiker, gitarrist i Slipknot.
  - Tiffany, amerikansk sångare.
- 20 oktober – Snoop Dogg, amerikansk rap-artist.
- 22 oktober – Jonas Asplund, svensk tonsättare.
- 26 oktober – David Lennartsson, svensk tonsättare, arrangör och producent.
- 4 november – Lei Feng Johansson, svensk-kinesisk tonsättare.
- 5 november – Jonny Greenwood, brittisk musiker, gitarrist i Radiohead.
- 24 november – Dilba, sångare.
- 5 december – Putte Nelsson, svensk pianist
- 24 december – Ricky Martin, sångare.
- 25 december – Dido Armstrong, brittisk sångare.

## Avlidna
- 3 januari – Olle Strandberg, 84, svensk operasångare och manusförfattare.
- 11 februari – Harry Arnold, 50, svensk kapellmästare och kompositör, arrangör av filmmusik.
- 26 februari – Fernandel, 67, fransk skådespelare, komiker och sångare.
- 6 april – Igor Stravinskij, 88, rysk tonsättare.
- 23 april – Erik Johnsson, 52, svensk kompositör, kapellmästare och musikarrangör.
- 16 juni – Leif Bratt, 74, svensk tonsättare.
- 3 juli – Jim Morrison, 27, amerikansk sångare i The Doors.
- 4 juli – Rut Holm, 70, svensk skådespelare och sångare.
- 6 juli – Louis Armstrong, 69, amerikansk jazzmusiker.
- 27 september – Einar Ralf, 83, svensk sångare (tenor), kompositör, dirigent och arrangör.
- 12 oktober – Gene Vincent, 36, amerikansk rockmusiker.
- 29 oktober – Duane Allman, 24, amerikansk gitarrist i The Allman Brothers Band.

### Fotnoter
1. ↑  Poplight – Melodifestivalen.
2. ↑  Poplight – Eurovision Song Contest.
3. ↑  Information i Svensk mediedatabas.
4. ↑  http://www.billboard.com/#/artist/eagles/bio/4516
5. ↑  ”Joakim Tegblom – Låtar du trodde var svenska”. Arkiverad från originalet den 26 oktober 2013. https://web.archive.org/web/20131026075436/http://gotiskaklubben.wordpress.com/2013/09/22/latar-du-trodde-var-svenska/. Läst 1 augusti 2014.